# Chao (salteado)

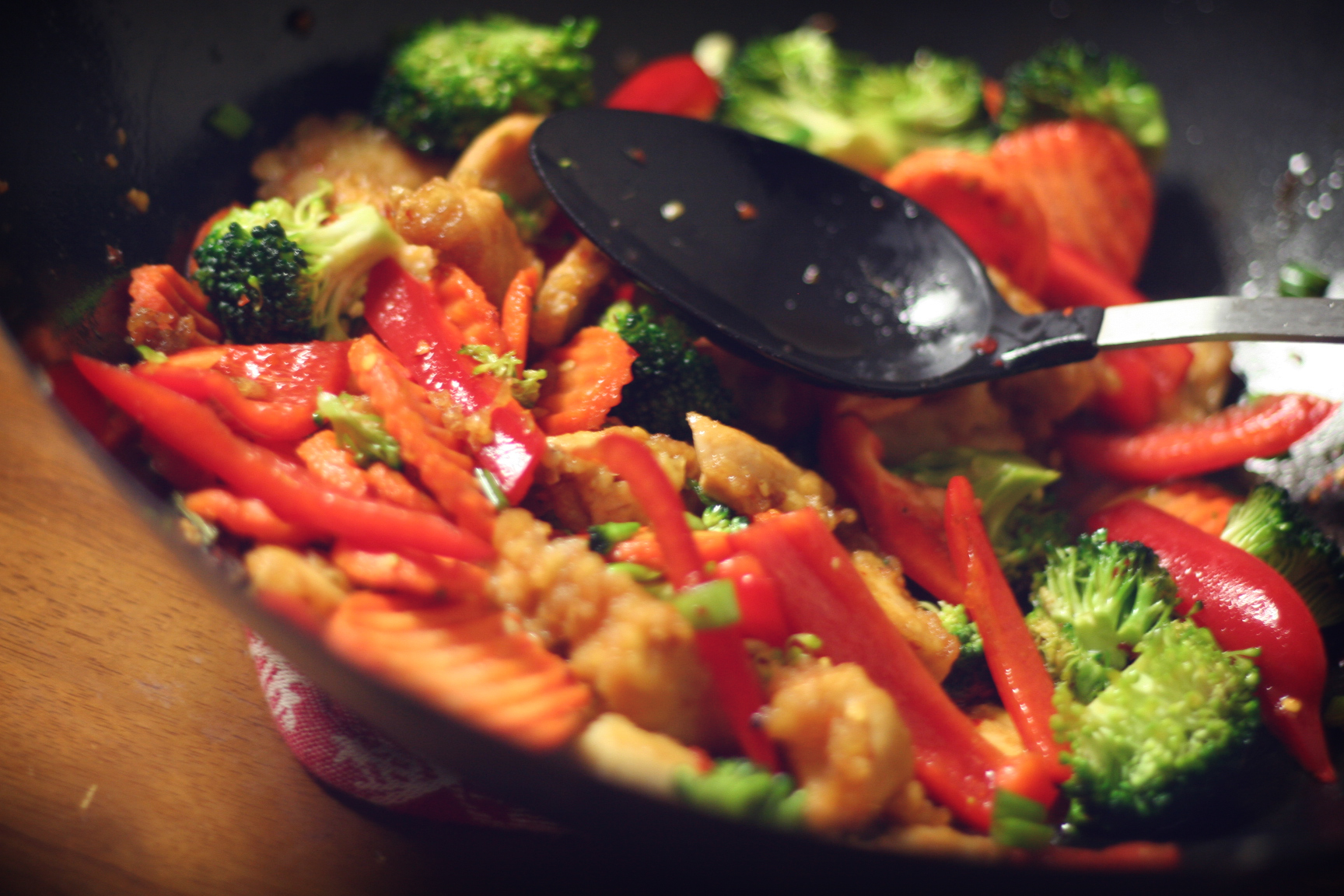
Pollo al jengibre.

Chao (del chino 炒 chǎo, ‘Salteado’) es una técnica culinaria en la que los ingredientes se sofríen en una pequeña cantidad de aceite muy caliente mientras se revuelven en un wok. La técnica se originó en China y se ha extendido a otras partes de Asia y Occidente en los últimos siglos. Es parecido al salteado en las técnicas culinarias occidentales.   

## Técnica

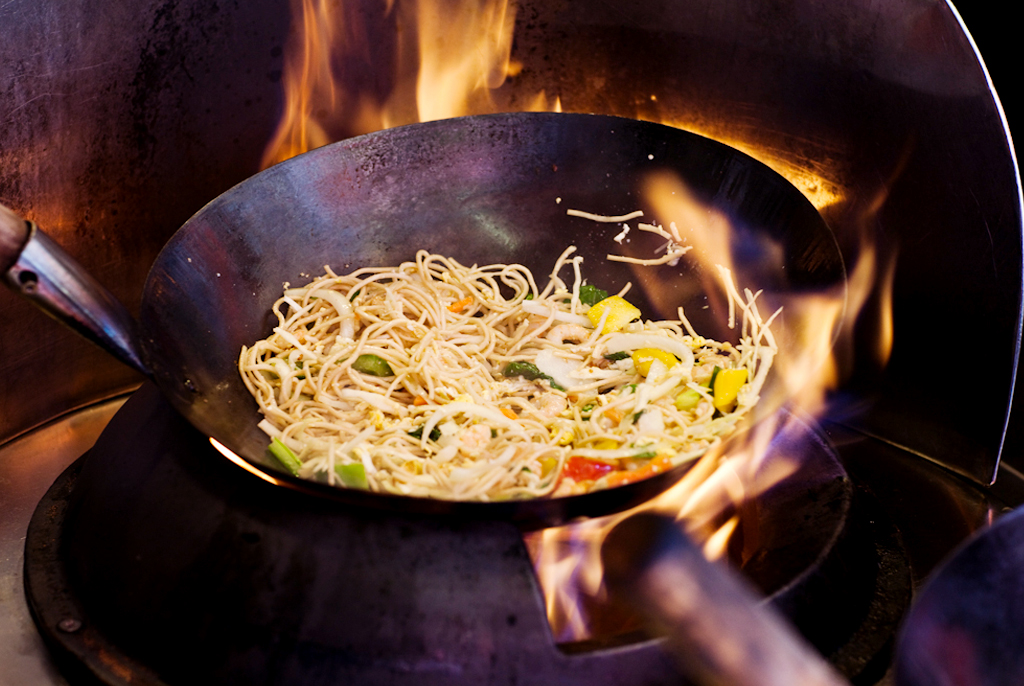
Tallarines en un wok

Para esta técnica se usa un wok, una sartén cóncava tradicional, calentada a altas temperaturas. Se vierte entonces una pequeña cantidad de aceite vegetal (hay un aforismo chino que describe este instante de la técnica: "wok caliente, aceite frío"), seguido de algún condimento seco (por ejemplo jengibre o ajo). Cuando los condimentos empiezan a olerse, se añade y se empieza a agitar la carne. Cuando la carne quede dorada y crujiente se añaden las verduras, el arroz y los ingredientes líquidos (como por ejemplo algunas combinaciones previamente mezcladas de salsa de soja, vinagre, vino, sal, azúcar y almidón de maíz). Entonces el wok puede cubrirse durante un instante para que los vapores de los alimentos líquidos impregnen y calienten los nuevos alimentos. Para mantener la carne jugosa, a menudo el chef la sacará del wok antes de añadir los vegetales, para devolverla al wok justo antes de que los vegetales estén hechos. En algunos platos, o incluso si las condiciones de la cocina son inadecuadas, los componentes se fríen por separado antes de ser combinados en un plato final (o incluso si el chef decide que los aromas y sabores de la carne y los vegetales deben permanecer diferentes).
En esta técnica la comida se remueve y se lanza muy rápidamente con un cucharón (de metal o de madera). Algunos chefs inclinan el wok para que la llama inflame el aceite o vierten un chorro de vino para dar sabor adicional a la comida. Empleando este método, muchos platos se realizan en un tiempo extremadamente rápido (del orden de minutos).
Algunos platos que requieren más tiempo se cocinan vertiendo unos chorros de agua tras el agitado. Entonces el wok se cubre con una tapa. Tan pronto como el vapor comience a salir de debajo la tapa, el plato está listo. En este caso, el alimento se fríe a altas temperaturas para darle sabor y después se cuece al vapor para asegurarse de que está cocinado